# تحالف العجمان والمنتفق 1860-1861
تحالف العجمان والمنتفق هو تحالف قبلي جرى بين قبيلة العجمان وبعض عشائر المنتفق والظفير في سنة 1277هـ/1860-1861م، والقصد منه هو تعاونهم ضد كل من يقصدهم بسوء ومحاربة أهل نجد من البادية والحضر لإدخالهم في طاعتهم وحكمهم. وقد بدأوا بالإغارة على أطراف الأحساء ونجد، حتى قويت شوكتهم وتوجهوا بغاراتهم نحو البصرة والزبير بالعراق، وبالآخر توجهوا نحو نخيل البصرة ليستولوا على تمورها، وكان وقت صرام النخيل. فواجههم سليمان الزهير شيخ بلدة الزبير العراقية وبدعم قوات عثمانية من متسلم البصرة، فأخرجهم من بساتين البصرة بالقوة ثم طاردهم إلى الصحراء حيث جرت معركة شديدة انهزم فيها تحالف المنتفق والعجمان وقتل منهم خلق كثير، فترفقوا حيث فرت المنتفق نحو كويبدة وكابدة وفر العجمان إلى الجهراء حيث اتخذوها مركزاً لنشاطهم.

## البداية
أضحى راكان بن حثلين زعيمًا لقبيلته سنة 1276هـ/1859م، فكتب إلى الإمام فيصل بن تركي يتودد له ويطلب منه العفو عما بدر من والده بالسابق، حتى صفح عنه الإمام وحضر بين يديه وبايعه على السمع والطاعة. وبعدها عظم أمره ووثق بقوة قبيلته، فأغار في سنة 1860م على إبل الإمام فيصل نفسه وأخذها وارتحل مع قبيلته من ديار بني خالد إلى ماء الصبيحية جنوب الكويت. فكلف الإمام فيصل إبنه عبد الله بقيادة حملة لمطاردة راكان، فخرج عبد الله من الرياض أواخر شعبان 1276هـ/آذار/مارس 1860م وتوجه إلى ماء الوفراء حيث هجم على مجموعة من العجمان كانت تقيم هناك، فانهزموا من أمامه ونزلوا على راكان في الجهراء. ثم توجه عبد الله نحو منطقة ملح قريبا من الكويت، فقرر العجمان مواجهته ودارت المعركة في ملح يوم 17 رمضان 1276هـ/ 3 نيسان/ أبريل 1860م حيث انهزم راكان وقتل من قبيلته 700 رجل، وقيل 500 وتفرقت بقية العجمان بعد تلك الواقعة، فمنهم من لجأ إلى الكويت، ومنهم من نزل إلى بادية المنتفق، أما رؤساؤهم فقد انهزموا إلى البحرين يطلبون الرفد من آل خليفة. ولما وصل الخبر إلى الزبير والبصرة بالعراق سروا بذلك لأن العجمان أكثروا من الغارات على أطرافهم، فأرسل باشا البصرة وشيخ الزبير سليمان بن عبد الرزاق آل زهير بالهدايا إلى الأمير عبد الله الذي كان موجودًا وقتها في الجهراء شاكرين له. ثم أرسل الأمير عبد الله إلى أمير الكويت الشيخ صباح بن جابر الصباح يطلب منه إخراج العجمان من بلده ورفع الحماية عنهم، ولكن الشيخ جابر رفض، فقفل راجعًا إلى الرياض.

## التحالف
لم تفت تلك المعركة من عضد راكان بن حثلين وباقي زعماء القبيلة في سنة 1277هـ/1860-1861م، فتشاور معهم بعد عودتهم من البحرين حيث أجمع رأيهم على ترك الكويت وتوجهوا إلى بادية قبيلة المنتفق حيث تصاهروا معهم، ونزلوا كاظمة وتحالف زعماء العجمان والمنتفق جميعا على التعاون ضد كل من يقصدهم بسوء، ومحاربة أهل نجد من البادية والحضر لإدخالهم في طاعتهم وحكمهم. فتتابعت غاراتهم على أطراف الأحساء وعلى أهل نجد وأطراف الزبير والبصرة والكويت، وصارت للمنتفق والعجمان شوكة وقوة عظيمة، وخافوهم أهل البصرة والزبير. فقام متسلم البصرة حبيب باشا بتقديم الأموال والسلاح لشيخ الزبير سليمان بن عبد الرزاق آل زهير للتصدي لأعمال العجمان، فجمع سليمان جنودًا من أهل نجد وبذل فيهم المال حتى اجتمع معه خلق كثير.
ثم أجمعت المنتفق ومعها عربان العجمان على الرأي بأن يتوجهوا ناحية البصرة، ويأخذون منها من التمر مايكفيهم سنتهم، وكان ذلك وقت صرام النخيل، ثم يتوجهون بعد ذلك إلى حرب نجد. فساروا نحو البصرة ونزلوا قريبا منها، ثم نهضوا إليها وانتشروا في نخيلها حيث عاثوا فيها بالنهب والفساد. فتصدى لهم شيخ الزبير «سليمان بن عبد الرزاق الزهير» بمن معه من أهل نجد وأهل الزبير وعسكر باشا البصرة الأتراك وقاتلهم قتالا شديدًا حتى أخرجهم من النخيل، ثم طاردهم إلى البادية حيث جرت معركة شديدة انهزم فيها تحالف المنتفق والعجمان وقتل منهم خلق كثير، فترفقوا حيث فرت المنتفق نحو كويبدة وكابدة وفر العجمان إلى الجهراء حيث اتخذوها مركزا لنشاطهم.
وخوفُا من مصادرة أملاكه وأملاك آل السعدون الكثيرة في البصرة اتصل الشيخ منصور بحاكم الزبير ومتسلم البصرة منيب باشا معربًا عن برائته مما حدث ومؤكدًا ولاءه للدولة العثمانية، لذا فقد امتنع المتسلم عن التعرض لأملاك آل سعدون الواسعة في البصرة.

## معركة الطبعة ونهاية التحالف
بعد أن فر العجمان ومعهم الكثير من المنتفق إلى الجهراء وكان ذلك سنة 1277هـ ويصادف ربيع 1861م، طلب والي بغداد من متسلم البصرة حبيب باشا في بناء قصر في أبو مغيرة وساعده في ذلك شيخ بلدة الزبير العراقية «سليمان بن عبد الرزاق آل زهير» فبناه وأحكمه. فوصل الخبر إلى المنتفق أن باشا البصرة بنى القصر ليمنعهم من البصرة وألا يكون لهم أمر ولا نهي فارتحل بعضهم من الجهرة قاصدين البصرة. ولما علم الإمام فيصل بن تركي بمسيرالعجمان والمنتفق إلى أرض الكويت، أمر ابنه عبد الله أن يسير بجنوده لقتالهم، فخرج من الرياض قاصدًا الجهراء دون أن يعلم المنتفق ومن معهم من العجمان وغيرهم بمقدمه، فلما وصلوا المطلاع صبحهم عبد الله بمن معه من الجنود فحصل بين الفريقين قتال شديد انهزمت فيه المنتفق والعجمان ولجئوا إلى ساحل البحر وهو في حالة جزر، فتوقف جيش عبد الله عن ملاحقتهم وظل محاصرًا لهم من بعيد، ولما مد البحر طغى عليهم الماء وغرق منهم حوالي 1500 رجل ولم ينج منه إلا رئيسهم راكان وزوجته ومن تبعه من رجاله، فبعد ان ركب جواده أردف زوجته خلفه فأطلق له العنان حيث اخترق صفوف العدو بقوة وتبعه رجاله، فلم يتعرص لهم أحد. وسميت تلك الوقعة بالطبعة أو الطينة بسبب موت الكثير منهم بالطين والوحل. وكانت تلك المعركة يوم 15 رمضان 1277هـ/ 26 آذار/مارس 1861م، وقد غنم من أموالهم مالا يعد ولا يحصى.
وقد أقام عبد الله بعد انتهاء المعركة عدة أيام يقسم الغنائم وأرسل الرسل للبشارة إلى أبيه وإلى البلاد القريبة منه، ولما وصل خبر النصر إلى أهل الزبير والبصرة حصل الفرح والسرور، وأرسل كلا من باشا البصرة سليمان آل زهير الهدايا إلى عبدالله. أما الشيخ راكان فقد عاد إلى البحرين لاجئًا عند شيخها محمد بن خليفة.

## الملاحظات
1. ↑  ملح (بفتح الميم واللام) هي واحة في جنوب غرب الكويت شرقي الصمان، وفيها آبار مياه عذبة، وكانت في طريق القوافل من نجد قاصدة الكويت والزبير والبصرة.[4]
2. ↑  ذكر مؤرخون مثل حسين الشيخ خزعل وأحمد باش أعيان وابن عيسى النجدي وغيرهم أن الشيخ ناصر بن راشد هو حاكم المنتفق في تلك الفترة وهذا الكلام غير دقيق، لأن في تلك الفترة تناوب على حكم قبيلة المنتفق كلا من الشيخ منصور بن راشد -وليس ناصر الأشقر الذي حكم بعد أخيه منصور- والشيخ بندر بن ناصر الثامر السعدون. وربما استسقى المؤرخون من مصدر واحد ذكر تلك المعلومة غير المؤكدة، وقد يكون المقصد من رسائل الشيخ ناصر إلى شيخ الزبير ومتسلم البصرة ليحمي أملاكه وأملاك العائلة، وليس كونه أميرًا للمنتفق.[12][2][10]